# Агустін Бальбуена
Агустін Бальбуена (ісп. Agustín Balbuena, 1 вересня 1945, Санта-Фе — 9 березня 2021) — аргентинський футболіст, що грав на позиції нападника.
Виступав, зокрема, за клуби «Колон» та «Індепендьєнте», ставши у складі останнього чемпіоном Аргентини, чотириразовим володарем Кубка Лібертадорес та володарем Міжконтинентального кубка. Виступаючи за національну збірну Аргентини був учасником чемпіонату світу.

## Клубна кар'єра
У дорослому футболі дебютував 1964 року виступами за команду «Колон», в якій провів шість сезонів, чотири останні — у вищому дивізіоні, взявши участь у 114 матчах чемпіонату. Більшість часу, проведеного у складі «Колона», був основним гравцем атакувальної ланки команди.
Протягом сезону 1970 року захищав кольори клубу «Росаріо Сентраль», де був фіналістом Насьйоналя-1970.

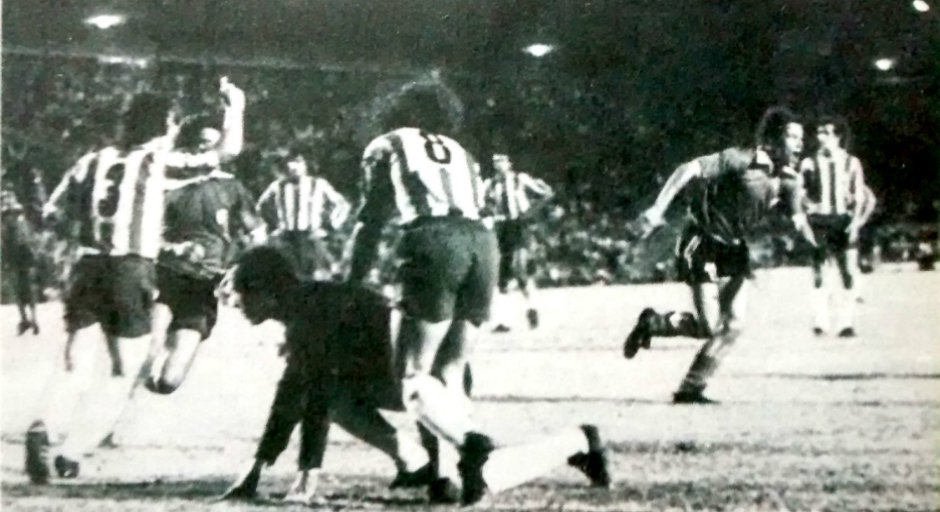
Агустін Бальбуена забиває гол у матчі за Міжконтинентальний кубок 1974 року проти «Атлетіко» (1:0)

У 1971 році Бальбуена приєднався до «Індепендьєнте». Відіграв за команду з Авельянеди наступні п'ять сезонів своєї ігрової кар'єри, з якою виграв чемпіонат Аргентини (Метрополітано) у 1971 році, чотири поспіль Кубка Лібертадорес в 1972, 1973, 1974 і 1975 роках та Міжконтинентальний кубок в 1973 році. У Кубку Лібертадорес 1972 року Бальбуена забив 3 голи і з'явився в обох фінальних матчах з перуанським «Універсітаріо де Депортес». Наступного року він забив 2 голи в Кубку Лібертадорес і зіграв у перших двох фінальних матчах проти чилійського «Коло-Коло». У тому ж році він з'явився і в матчі за Міжконтинентальний кубок, який його команда виграла проти «Ювентуса» (1:0). У 1974 році в Кубку Лібертадорес він забив 3 голи, в тому числі один у другому фінальному матчі проти «Сан-Паулу», а також відзначився у першому матчі за Міжконтинентальний кубок проти «Атлетіко» (1:0), втім програвши другу гри 0:2 аргентинці не здобули трофей. У 1975 році Бальбуена виступав у всіх трьох фінальних матчах Кубка Лібертадорес проти чилійського «Уніон Еспаньйола». Ці чотири перемоги поспіль у Кубку Лібертадорес є і досі рекордом у південноамериканському та світовому футболі.
У сезоні 1976 року виступав за «Расінг» (Авельянеда), після чого відправився до Колумбії, ставши гравцем «Атлетіко Букараманга».
Завершив ігрову кар'єру у сальвадорській команді ФАС, за яку виступав протягом сезону 1977/78 років.
По завершенні ігрової кар'єри повернувся до «Індепендьєнте», де працював скаутом, знайшовши для команди зокрема Серхіо Агуеро.

## Виступи за збірну
Був гравцем національної збірної Аргентини, з якої поїхав на чемпіонат світу 1974 року у ФРН. З 6-и матчів Аргентини на турнірі Бальбуена з'являвся в 4-х. Він виходив у стартовому складі в матчах першого групового етапу проти збірної Польщі і другого групового етапу проти Нідерландів і Бразилії. У грі зі збірної Гаїті на першому етапі Бальбуена на 52-й хвилині замінив нападника Маріо Кемпеса.

## Титули і досягнення
- Чемпіон Аргентини (1):

«Індепендьєнте»: Метрополітано 1971
- Володар Кубка Лібертадорес (4):

«Індепендьєнте»: 1972, 1973, 1974, 1975
- Володар Міжконтинентального кубка (1):

«Індепендьєнте»: 1973
- Володар Міжамериканського кубка (3):

«Індепендьєнте»: 1973, 1974, 1976